# Pljevlja
Pljevlja (in cirillico Пљевља) è una città del nord-est del Montenegro ed ha una popolazione di 30.786 abitanti (dati del 2011).

## Il comune di Pljevlja
Pljevlja è il capoluogo del comune omonimo, uno dei 24 comuni del Montenegro. Il comune ha una popolazione di 36.918 abitanti e gran parte della popolazione è concentrata nel capoluogo, che con 27.000 abitanti raccoglie il 73% della popolazione, mentre nessun'altra località supera il migliaio di abitanti.

## Storia
Nel 1465 fu conquistata dagli Ottomani che la ribattezzarono Taşlıca. Diventata capoluogo del Sangiaccato di Erzegovina nel 1571 si trasformò in pochi decenni in una fiorente cittadina. La sua prosperità la portò a diventare il secondo centro per numero del sangiaccato alle spalle della sola Mostar. L'ascesa di Taşlıca si arrestò quando due incendi la devastarono completamente. Caduta ormai in declino, nel 1833 venne privata anche dello status di capoluogo dell'Erzegovina, passato alla più ricca Mostar.
In seguito al trattato di Berlino del 1878, assieme al resto del Sangiaccato fu ceduto all'Austria-Ungheria. L'anno seguente il governo asburgico e quello ottomano siglarono un accordo che stabilì sul territorio un'amministrazione congiunta. Grazie all'insediamento di una numerosa guarnigione austro-ungarica l'economia locale visse una fase di ripresa e crescita.
Nel 1908, in seguito alla crisi bosniaca, gli austro-ungarici ritirarono i loro soldati dalla cittadina, che per i successivi quattro anni rimase nelle mani dei Giovani Turchi. Il 28 ottobre 1912 Pljevlja fu occupata dalle truppe serbe e da un contingente montenegrino. I trattati di pace dell'anno successivo sancirono l'annessione della cittadina al Montenegro.
Durante la seconda guerra mondiale sul fronte jugoslavo a Pljevlja venne combattuta il 1-2 dicembre 1941 una sanguinosa battaglia tra i partigiani jugoslavi guidati da Arso Jovanović e Petar Cetković e gli alpini italiani della divisione Pusteria che riuscirono dopo accaniti combattimenti a respingere l'attacco e mantenere il possesso della città.

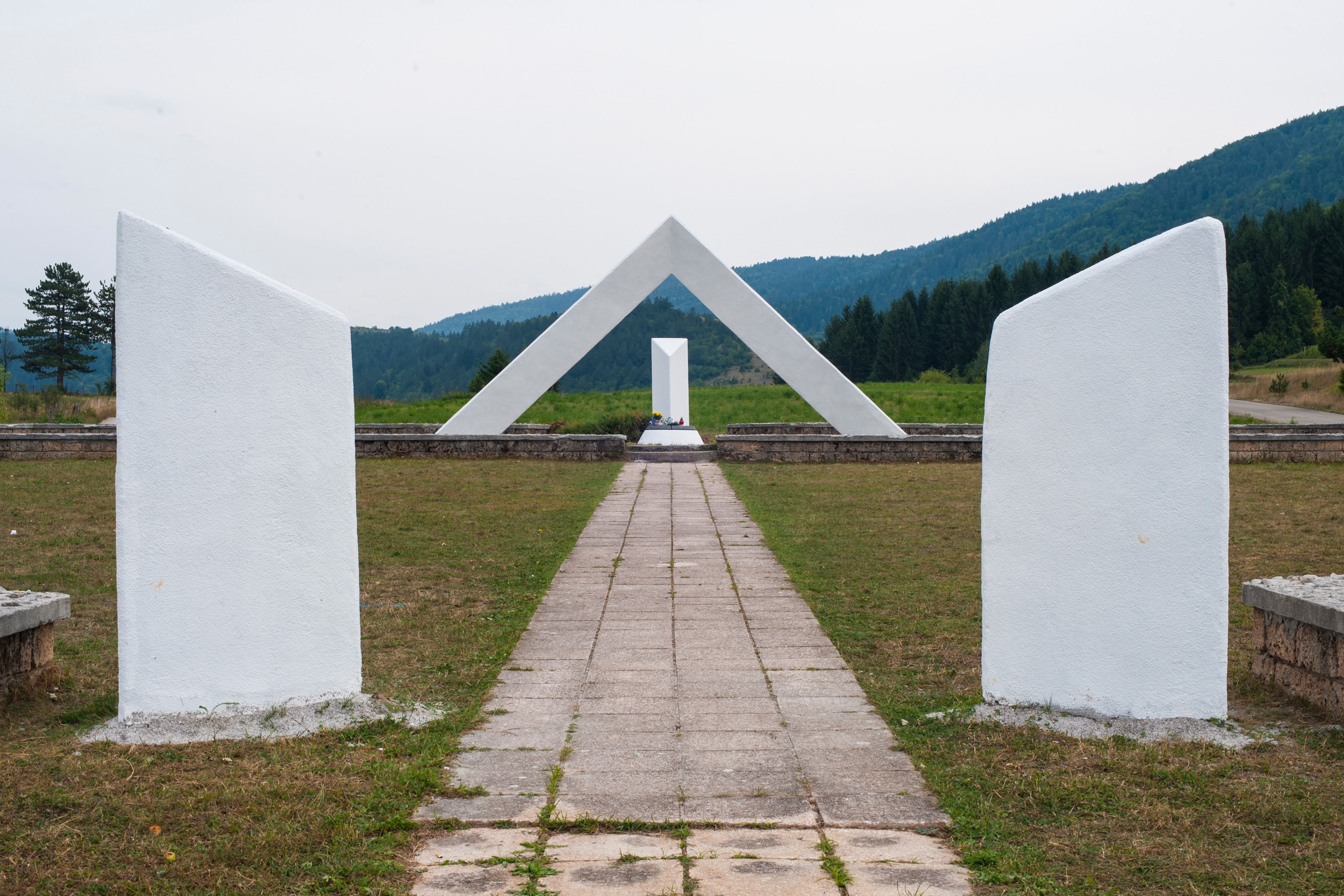
Monumento alla divisione italiana partigiana "Garibaldi" presso Pljevlja

Nella campagna attorno a Pljevlja sorge il monumento, inaugurato nel 1983 dal Presidente jugoslavo Mika Špiljak e da quello italiano Sandro Pertini, che ricorda la nascita della Divisione italiana partigiana Garibaldi il 2 dicembre 1943. Alla base del monumento una scritta in lingua italiana e serbo-croata recita le seguenti parole: "Il 2 dicembre 1943 fu costituita a Pljevlja la Divisione partigiana italiana “Garibaldi” che combatté nel quadro dell'Esercito popolare di liberazione della Jugoslavia – I partigiani garibaldini hanno dato un contributo notevole alla lotta per la libertà e per l'amicizia fra i popoli di Jugoslavia e d'Italia. – Associazione combattenti del Montenegro 21.9.1983"

## Monumenti e luoghi d'interesse
- Monastero della Santissima Trinità
- Moschea di Husein Pascià

## Società

### Evoluzione demografica
La città conta 30.786 abitanti.
Popolazione di Pljevlja:
- 1981 - 16.792
- 1991 - 20.887
- 2003 - 21.337
- 2011 - 30.786

## Sport

### Calcio
La squadra principale della città è il Rudar Pljevlja.